# Chef de train
Le chef de train est le cheminot doté de la responsabilité d’un convoi.

## France
Au XIXe siècle et au début du XXe siècle, le chef de train était installé dans le premier ou le dernier véhicule du convoi, le fourgon, doté d'un petit bureau où il tenait à jour les documents, feuilles de route. Il était chargé d'assurer la sécurité du convoi, notamment en cas d'arrêt inopiné et avait autorité sur les agents du train, les serre-freins avant l'apparition du frein continu, le wagonnier de queue. Le chef de train dépendait du service de l'exploitation contrairement à l'équipe de conduite appartenant au service matériel et traction. Leurs rapports étaient souvent tendus voire conflictuels.
Depuis le milieu du XXe siècle, la fonction de chef de train est assuré par les agents d'accompagnement commerciaux (les contrôleurs pour le grand public, chefs de bord dénomination commerciale).

## Amérique du Nord

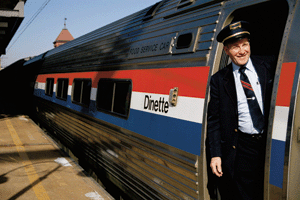
Un chef de train aux États-Unis

En Amérique du Nord, le rôle du chef de train (en anglais : conductor) est analogue à celui d’un capitaine de navire: il dirige les manœuvres de formation et de desserte en dictant au serre-freins et au mécanicien de locomotive les procédures de la manœuvre. Il est responsable de la bonne marche du convoi et de l’observation du règlement d’exploitation et des signaux.
À l’origine, le chef de train était posté dans le fourgon de queue, mais depuis son remplacement par un dispositif de télémétrie (transmettant la pression d’air de la conduite générale et l’accélération de la queue), il est posté en tête du train dans la cabine de locomotive.

## Suisse
Le chef de train est l'agent chargé des relations de l'entreprise ferroviaire avec les passagers. Son rôle est d'accompagner ceux-ci, de contrôler leurs billets, de les informer et surtout de veiller à leur sécurité. C'est lui qui à la responsabilité de l'embarquement et du débarquement des voyageurs dans une gare et qui indique au mécanicien que le train est prêt à partir. Il doit de plus transmettre les informations que le mécanicien de locomotive lui transmet concernant la marche du train, à savoir les retards éventuels et les informations d'urgences.
Le chef de train est également chargé d'annoncer au mécanicien de locomotive la composition exacte du convoi de manière que celui-ci puisse vérifier que les informations dont il dispose soient correctes et garantissent la sécurité. 
Le chef de train n'a aucune responsabilité concernant la conduite du convoi, cela étant de la seule responsabilité du conducteur de train. De ce fait, il peut se voir interdire l'accès à la cabine de conduite lorsque le mécanicien souhaite résoudre un problème, par exemple une panne.